# بوجيدار جيلوفاك
بوجيدار جيلوفاك هو لاعب كرة قدم صربي في مركز الهجوم، ولد في 31 يوليو 1987 في بلغراد في صربيا. لعب مع FK Radnički Beograd ‏.

## وصلات خارجية
- بوجيدار جيلوفاك على موقع قاعدة بيانات كرة القدم.إي يو (الإنجليزية)
- بوجيدار جيلوفاك على موقع Soccerway.com (الإنجليزية)